# Omne Datum Optimum
Omne datum optimum byla papežská bula vydaná papežem Inocencem II. v roce 1139.
Bula byla životně důležitá pro templářský řád, protože mu schvalovala úplnou nezávislost pro svou činnost a také osvobození od placení poplatků a daní. To templářskému řádu vyneslo v církvi významné postavení. Toto rozhodnutí církev učinila až poté, kdy byly stanoveny podmínky pro vstup jednotlivce za člena templářského řádu. Jednalo se o velice těžké zkoušky, aby se prověřila skutečnost a pravdivost povolání k členství v řádu. Tyto podmínky stanovovaly, aby se kandidující rytíř zbavil všeho materiálního a vydal se na cestu duchovního života klášterního typu, než bude moci být přijat do řádu. Zkouška vyvrcholila složením trojího řeholního slibu: chudoby, čistoty a poslušnosti.
Datum vydání buly Omne Datum Optimum je považováno za historické ustanovení templářů jako samostatného řádu katolické církve.